# Оборотні реакції
Оборо́тні реа́кції — хімічні реакції, які можуть протікати одночасно в прямому і зворотньому напрямках. Після встановлення рівноваги у реакційній суміші наявні всі учасники реакції — і реагенти, і продукти. Оборотні реакції відбуваються як правило із зменшенням ентальпії й ентропії системи.
3H2 + N2 ⇌ 2NH3
Так у наведеній реакції, при малій концентрації [аміак]у в газовій суміші і великих концентраціях азоту і водню відбувається утворення аміаку. Навпаки при великій концентрації аміаку він розкладається, реакція йде в зворотному напрямку. По завершенні оборотної реакції, тобто при досягненні хімічної рівноваги, система містить як вихідні речовини, так і продукти реакції.

## Історія
Поняття оборотної реакції уведене у 1803 році Клодом Бертолле, після того як він спостерігав як на краю солоного озера у Єгипті утворюються кристали карбонату натрію:
{\displaystyle \mathrm {2\ NaCl+CaCO_{3}\longrightarrow Na_{2}CO_{3}\downarrow +CaCl_{2}} }
До цього часу він знав іншу, оборотню до цієї, реакцію із своєї лабораторії:
{\displaystyle \mathrm {CaCl_{2}+Na_{2}CO_{3}\longrightarrow CaCO_{3}\downarrow +2\ NaCl} }
До того часу в хімії панувала думка, що хімічні реакції йдуть лише в одному напрямку. Бертолле припустив, що надлишок хлориду натрію в озері повернув реакцію, що він знав з лабораторії у зворотному напрямку, тобто напрямку утворення карбонату натрію.
{\displaystyle \mathrm {CaCl_{2}+Na_{2}CO_{3}\ \rightleftharpoons \ CaCO_{3}+2\ NaCl} }